# Mohsin Abbas
Mohsin Abbas (Vilvoorde, 5 juli 1988) is een Belgische comedian met Pakistaanse achtergrond.

## Biografie
Abbas groeide op aan de Belgische kust: eerst woonde hij in Middelkerke, en vanaf zijn zesde jaar in Oostende. Hij studeerde communicatiewetenschappen aan de Universiteit Gent. Van 2019 tot 2022 was hij gemeenteraadslid in Oostende voor de toenmalige Stadslijst.
Abbas trad in 2024 met meer dan 30 voorstellingen op in Vlaamse theaters met debuutvoorstelling Moh?!. De Standaard noemde hem naar aanleiding daarvan "een frisse stem in de Vlaamse comedy".
In 2024 neemt hij deel aan de televisiequiz De Slimste Mens ter Wereld van de Vlaamse commerciële zender Play4. Het bezorgde hem bekendheid over heel Vlaanderen en een grote stijging in zijn aantal voorstellingen, waardoor hij besloot zijn job in marketing op te zeggen om voltijds comedian te worden.
In 2025 neemt hij deel aan Dancing With The Stars en is Gwyneth Van Rijn zijn professionele danspartner.